# Eloeophila similissima
Eloeophila similissima là một loài ruồi trong họ Limoniidae. Chúng phân bố ở miền Cổ bắc.